# Irwin Stone
Irwin Stone (1907-1984) était un biochimiste et ingénieur chimiste américain. En 1934, il commence à travailler sur les propriétés anti-oxydantes des ascorbates, à la suite des travaux de Albert Szent-Györgyi. Il les utilise pour conserver la nourriture en limitant les effets de l'exposition à l'air et de l'oxydation. À la fin des années 1930, il dépose ses premiers brevets sur l'utilisation industrielle de l'acide ascorbique.
Stone continue de travailler sur l'acide ascorbique et porte son attention sur le scorbut. À la fin des années 1950, il avance que le scorbut ne serait pas un problème diététique, mais un problème mal compris par les nutritionnistes. D'après lui, les ascorbates ne seraient pas une vitamine, nécessaires en quantités infinitésimales, mais un composé nécessaire en quantités importantes. Il publie alors plusieurs articles entre 1965 et 1967 dans lesquels il décrit le besoin humain d'ascorbates comme résultant d'une anomalie génétique qu'il baptise hypoascorbemia.
Stone fait face à des difficultés importantes pour être publié. Néanmoins, après avoir pris sa retraite de son poste d'ingénieur chimiste au sein de Wallerstein company en 1971, il continue à travailler à plein temps sur les ascorbates. Il publie de nombreux articles et un livre The Healing Factor: "Vitamin C" Against Disease en 1972, préfacé par les deux prix Nobel Linus Pauling et Albert Szent-Györgyi.
Durant ces années, Irwin Stone amène Linus Pauling à s'intéresser à la vitamine C et contribue en cela à l'émergence de la médecine orthomoléculaire.

## Hypothèse de l'hypoascorbémie: l'Homo sapiens ascorbicus
L'hypoascorbémie est le nom qu'Irwin Stone a donné à une affection évoquée dans un de ses travaux formulés à la fin des années 1950, relative à ses recherches au sujet de l'acide ascorbique.
Cette déficience empêche la synthèse de l'enzyme L-gulonolactone oxydase. Cette enzyme intervient dans la dernière étape d'une chaîne de réactions permettant de convertir le glucose en acide ascorbique. Cette mutation génétique serait intervenue, selon les plus récentes estimations, il y a environ plus de 60 millions d'années[réf. nécessaire].
En traitement de cette affection, Irwin Stone, cofondateur de la médecine orthomoléculaire, propose de prendre des quantités de vitamine C plus grandes que ce qui est nécessaire pour prévenir le scorbut (et les apports journaliers recommandés, qui visaient alors principalement la prévention de cette maladie) : il s'agit de pallier cette synthèse déficiente. L'être humain qui corrige par des moyens alimentaires cette déficience enzymatique est appelé par Stone l'Homo sapiens ascorbicus.

## Sources et références
- (en) Cet article est partiellement ou en totalité issu de l’article de Wikipédia en anglais intitulé « Irwin Stone » (voir la liste des auteurs).

1. ↑  A History of Medicine par Lois N. Magner, (1992) CRC Press. Page 238.
2. ↑  I. Stone, « Homo sapiens ascorbicus, a biochemically corrected robust human mutant. », Med Hypotheses, vol. 5, no 6,‎ juin 1979, p. 711-21 (PMID 491997, lire en ligne)